# گالارتی مرتینو
گالارتی مرتینو (به ایتالیایی: Galati Mamertino) یک کومونه در ایتالیا است که در استان مسینا واقع شده‌است.

## خصوصیات
گالارتی مرتینو ۳۹٫۰ کیلومترمربع مساحت و ۳٬۰۲۶ نفر جمعیت دارد و ۸۲۰ متر بالاتر از سطح دریا واقع شده‌است.